# Kribbelköpp
Die Kribbelköpp waren eine Bonner Mundart-Band. Die fünfköpfige Band bestand aus den Mitgliedern Björn Dittrich (Gitarre), Christoph Janas (Bass), Roman Gawellek (Keyboard), Torben Palm (Gesang), sowie Christian Post (Schlagzeug).

## Geschichte
Hervorgegangen ist die Gruppe 1996 durch die Gründungsmitglieder Torben Palm und Christian Post, die bis 1999 in erster Formation mit Jan Armster (Keyboard) und Thomas Grigoleit (Bass) spielten. Mit dieser Formation wurde 1998 das erste Album „janz anders“ veröffentlicht. 1999 fand sich dann durch berufliche Veränderungen von Armster und Grigoleit die heutige Formation zusammen, in der die ersten Konzerte im Raum Köln und Umgebung gespielt wurden.
In den Folgejahren fand man die Band auf zahlreichen Auftritten jeglicher Art. Nach Verpflichtung der ersten Manager Thomas Kleinram und später Marcus Berger von Kick folgten die ersten größeren Auftritte im In- und Ausland. So wurden die fünf Musiker für ein erstes Konzert auf Sardinien gebucht und Stadtdechant Wilfried Schumacher vom Bonner Münster verpflichtete die Band zum bisher größten Auftritt beim XX. christlichen Weltjugendtag in Bonn vor rund 130.000 Menschen.
Es folgte ein weiterer Managementwechsel. Christian Post übernahm fortan die Führung der Musiker. In den nächsten Monaten erhielten die Kribbelköpp den ersten Plattenvertrag bei Coconut Records und veröffentlichten zwei weitere Alben „Hück Naach“ sowie „Tiritomba“, bevor die Pforten des kleinen Labels geschlossen wurden.

Seit Veröffentlichung von „Tiritomba“ mit der Single „Unse Hergodd em Himmel muss ene Kölsche sin“ gehörten die Kribbelköpp zu einer festen Größe im Karnevalsgeschäft und zu einer der wenigen Gruppen, die sich nicht nur zum Thema Karneval äußerten, sondern Lieder schrieben und Musikalität vorwiesen, die das Publikum auch unter dem Jahr in die Konzerthallen lockte.
2006 erschien das bislang letzte Album „2412“, eine Weihnachts-CD.
2007 überraschte die Band erstmals mit einer politischen Aussage gegen Unternehmen, die unberechtigt Mitarbeiter entlassen. Hierzu wurde der „nackte Mann“ erschaffen, welcher die Band in der Session begleitete und beinahe unbekleidet die Aussage der Band unterstrich. Danach war die Gruppe erstmals im Straßenkarneval auf sämtlichen großen Bühnen wie dem Altermarkt, dem Neumarkt, dem Neven DuMont-Zelt sowie der Radio-Köln-Bühne vertreten.
Neben dem Karneval wurde die Band sozial aktiv und gab 2007 ein Solidaritätskonzert in der JVA Siegburg, nachdem dort zuvor ein Insasse grausam durch Mithäftlinge ermordet worden war.
Auch das Jahr 2007 wurde wieder mit einem Weihnachtskonzert in der Bonner Münsterbasilika vor ausverkauftem Haus und beeindruckender Kulisse beendet, bevor 2008 die neuen Lieder „Loß di Hätz nit breche“ und „Schwanztango“ veröffentlicht und im Karneval präsentiert wurden.
Während des Jahres spielten die Musiker der Kribbelköpp vereinzelte Konzerte. Parallel wurden neue Lieder ausgearbeitet und eine CD mit 106 Musikern des Beethoven Orchesters Bonn im Haus der Springmaus in Bonn und umliegenden Studios aufgenommen.
Nach Veröffentlichung der CD fragte der Dirigent des Beethovenorchesters, Stefan Blunier, bei der Band nach einem gemeinsamen Auftritt an. Dieser fand mit fünf gemeinsamen Songs beim Konzert in der Bonner Beethovenhalle im Februar 2009 vor ausverkauftem Haus statt.
Im August 2010 gaben die Kribbelköpp das Ende ihrer Band bekannt. Begründet wurde dies mit Perspektivlosigkeit. Nach 14 Jahren erfolgreicher Arbeit schwelge man nur noch in Erinnerungen, habe aber kaum Aussicht auf das, was immer angestrebt wurde: endlich mit einem Karnevalshit „unsterblich“ zu werden.

## Nach der Auflösung
Torben Palm veröffentlichte 2010 seine erste Solo-Single – Dat Föttche. Seit Februar 2013 ist er Teil des Schlagerduos Die Herzdiamanten.
Björn Dittrich, Christian Post und Roman Gawellek haben – ebenfalls 2010 – die Band Astrhein gegründet.

## Diskographie
- 1996 – Kumm zoröck … (Single)
- 1997 – Kölle Alaaaf you (Mini-Album); Sulang mer noch friere (Maxi-Single; Dabbelju Music)
- 1998 – Janz anders (Album; Meen Music)
- 1999 – He in Bonn (Single; Kribbelköpp Gbr Torben Palm/Alive); Weihnachtszeit (Mini-Album)
- 2000 – Die Party geht jetzt los (Single); Weihnacht en Kölle (Album zusammen mit Colör; Dabbelju Music); Die Party geht jetzt los (Maxi-Single; Meen Music)
- 2001 – Weihnachten zu Haus (Mini-Album; Kribbelköpp Gbr Torben Palm/Alive)
- 2002 – Mir sin hee am Rhing (Single; LeRoux Records/Alive)
- 2003 – He Ho Baskets Bonn (Single)
- 2004 – Alles nur Spaß (Maxi-Single; Dabbelju Music)
- 2005 – Hück Naach (Album; Coconut Records/Edel); Ich ben ne Kölsche (Single); Unse Hergodd Em Himmel Muss Ene Kölsche Sin  (Maxi-Single; Coconut Records)
- 2006 – Tiritomba (Album; Coconut Records); 2412 (Album)
- 2007 – Der nackte Mann (Single)